# 63032 Billschmitt
63032 Billschmitt este un asteroid din centura principală de asteroizi.

## Descriere
63032 Billschmitt este un asteroid din centura principală de asteroizi. A fost descoperit pe 28 noiembrie 2000 la Fountain Hills (Arizona) de Charles W. Juels. Asteroidul prezintă o orbită caracterizată de o semiaxă mare de 3,09 ua, o excentricitate de 0,23 și o înclinație de 16,5° în raport cu ecliptica.